# Łyczba
Łyczba est une localité polonaise de la gmina de Łubnice, située dans le powiat de Staszów en voïvodie de Sainte-Croix.